# Makedonien i olympiska sommarspelen 2016
Makedonien deltog med sex deltagare vid de olympiska sommarspelen 2016 i Rio de Janeiro. Ingen av landets deltagare erövrade någon medalj.